# Freddy Baker
Pour les articles homonymes, voir Baker.
Freddy Baker (Texas, 25 décembre 1919 - Los Angeles, 27 mars 1995) est un acteur et danseur américain. Il est connu pour avoir formé avec son demi-frère, Eugene Jackson, un duo de danseurs de claquettes nommé, Jackson Brothers.